# 賀川氏
賀川氏（かがわし）は、日本の地下家。

## 出自
『地下家伝』によると、三浦義明の末裔で今川氏真や井伊直政に仕えた「三浦小次郎某」の5世孫・軍助長富の次男の玄悦が上洛して京都に住み賀川姓に改姓したとされる。
『寛政重修諸家譜』によると、三浦駿河守幸村（三浦胤村の孫）の末裔である三浦小次郎元辰の子・小次郎義継が今川氏真に仕え、その子の小次郎元秋は氏真に仕えた後に徳川家康に仕えたとされる。

## 概要
賀川氏は産術によって名を馳せた一族である。賀川玄悦は賀川玄悦は賀川流産科の祖で、正常胎位「背面倒首」の発見や、救護の五法（回生、坐草、抒倒、整横、擧攣）と産後の治術六法（鉤胞、禁暈、遏崩、納腸、斂宮、復肛）を独学で創始した。
玄悦の孫・賀川満定は産科器具である探頷器を発明し、下鴨村の鴨川沿いに白鷺庵という医院を開設した。また地下官人として朝廷に仕え、摂津介や按摩師、女医博士に任じられている。子の満崇や孫の満載も地下官人として朝廷に仕えた。